# Cardin
Cardin Do Nguyen (11 de noviembre, Saigón) es un cantante y compositor vietnamita nacionalizado estadounidense que formó parte del grupo Asia 4. Interpreta canciones cantadas en vietnamita e inglés.

## Discografía

### Álbumes en solitario
- Trái Tim Dại Khờ
- Sẽ Mãi Mãi
- Và Hôm Nay / Now I Know (estrenado el 7 de agosto de 2008)

### Álbumes con Asia 4
- A Part of You (Asia 4)
- Make Believe CD-Single (Asia 4)
- The Last Promise (Asia 4)
- Asia 4 Greatest Hits

### DVD
The Best of Cardin Nguyen (Karaoke)